# Adelaide di Borgogna
Az Adelaide di Borgogna Gioachino Rossini kétfelvonásos operája. Szövegkönyvét Giovanni Schmidt írta. Ősbemutatójára 1817. december 27-én került sor a római Teatro Argentina operaházban.

## Szereplők
| Szereplő                    | Hangfekvés   |
| --------------------------- | ------------ |
| Adelaide                    | szoprán      |
| Ottone, német-római császár | alt          |
| Adelberto                   | tenor        |
| Berengario, Adelberto apja  | basszus      |
| Eurice, Berengario felesége | mezzoszoprán |
| Iroldo                      | tenor        |
| Ernesto                     | tenor        |

## Cselekmény

### Előtörténet
950-ben elhunyt Lothar itáliai király. A koronát Berengár (olaszul Berengario) szerzi meg, s mivel tudja, hogy a megboldogult király özvegye, Burgundiai Adelhaid (olaszul Adelaide di Borgogna) őt okolja férje halálával, megpróbálja a nőt félreállítani. Felajánlja a nőnek, hogy legyen fia, Adalbert felesége, ám az megtagadja. Adelhaid menekülni kényszerül. Canossában lel menedékre. Berengár ostrom alá vonja a várat. Adelhaid ekkor Ottó császár segítségét kéri, segítségért cserébe felajánlja, hogy felesége lesz, és így a császár igényt formálhat a itáliai koronára.

### Első felvonás
- Első kép: Canossa vára

Berengario csapatai sikeresen ostromolták Canossa várát. Adelberto, apja támogatását élvezve, felajánlja a raboskodó Adelaidének, hogy legyen a felesége. Közben megérkezik a császár felmentő serege. Berengario tudja, hogy nincs elég csapata és fegyvere, hogy szembeszálljon a császárral, ezért cselhez folyamodik és békét ajánl neki.
- Második kép: A császár tábora

A katonák énekelve építik a tábort. A császár megesküszik, hogy megmenti Lothár özvegyét bármi áron is. Megérkezik Berengario követe, aki nem más mint fia, Adelberto. Békét ajánl a császárnak de figyelmezteti, hogy ne bízzon a nőben, mert szerinte Adelaide túlságosan is céltudatos és szándékos bajkeverő.
- Harmadik kép: A vár nagy csarnoka

Berengario szívélyesen üdvözli a császárt, aki azonnal Adeleidét kéreti. A nő megjelenik előtte és segítségéért esedezik. Ottone megígéri, hogy segít, s mivel nagyon megtetszik neki a nő, felajánlja neki, hogy feleségül veszi. Együtt eltávoznak. Adelberto dühös, hiszen nagyon szerelmes a nőbe. Elhatározza, hogy mindkettejüktől megszabadul. Berengario visszafogja őrjöngő fiát és türelemre inti, hiszen nemsokára megérkezik az erősítés.
- Negyedik kép: Adelaide szobája

Adelaide leveti gyászruháját és közelgő esküvőjéről álmodozik. Megérkezik a császár, aki meg akar bizonyosodni a nő érzéseiről, hogy valóban szerelemből egyezett bele a házasságba és nem csak puszta hálából. Adelaide őszinte érzelmeiről biztosítja.
- Ötödik kép: Canossa főtere

Canossa főterén Adelaide és a császár esküvőjét ünnepelnek. Látszólag Berengario és Adelberto is örvend, ám amikor megérkezik az erősítés megtámadják az ünneplő császár seregeit. Az esküvő véres csatába torkollik. Adelaide fogságba esik.

### Második felvonás
- Első kép: Canossa vára

A várban Berengario hűségesei ünnepelnek, hogy sikerült megfutamítaniuk a császárt. Adelberto még egyszer megkéri Adelaide kezét, ám a nő ismételten visszautasítja. Hírnök érkezik a csatatérről és tudatja Adelbertóval, hogy a császár seregei az utolsó pillanatban felülkerekedtek és győztek, s apját is elfogták.
- Második kép: Canossa vára

Eurice arra kéri fiát, Adelbertót, hogy álljon rá a felajánlott cserére és adja ki Adelaidét Berengarióért. Adelberto nem tud dönteni. Eurice tervet eszel ki férje megmentésére és segít Adelaidének elmenekülni.
- Harmadik kép: a császári tábor

A császári táborba érkezik Adelberto, aki közben eldöntötte, hogy elfogadja a császár javasolta cserét. Berengario azonban tiltakozik és felajánlja, hogy visszahelyezi jogaiba Adelaidét. A császár elfogadja az ajánlatot. Közben mindenki meglepetésére megérkezik Adelaide és arra kéri a császárt, hogy az Euricével kötött egyezsége alapján engedje szabadon Berengariót és fiát. A két férfi dühösen elvonul és ígéretet tesznek, hogy visszatérnek egy erősebb sereggel és legyőzik a császárt.
- Negyedik kép: a császári tábor királyi sátra

Adelaide vonakodva búcsúzik a császártól, aki a végső csatára készül. Szerelme jeléül hátrahagyja fátylát.
- Ötödik kép: Canossa vára

A győztes császár bevonul a várba, mögötte láncra verve érkezik Berengario és Adelberto is.

## Híres áriák
- Vive Adelaide in pianto - Ottone, Adelberto kettőse (első felvonás)
- Se protegge amica sorte - Berengario kavatinája (első felvonás)
- Vorrei distruggere - Eurice áriája (első felvonás)
- Mi dai corona e vita - Adelaide, Ottone kettőse (első felvonás)
- Della tua patria ai voti - Adelberto és Adelaide kettőse (második felvonás)
- Sì, sì, mi svena Eurice áriája (második felvonás)
- Adelaide! Oh ciel - Ottone, Berengario, Adelberto, Adelaide négyese (második felvonás)